# Semiothisa pertinata
Semiothisa pertinata är en fjärilsart som beskrevs av Mcdunnough 1939. Semiothisa pertinata ingår i släktet Semiothisa och familjen mätare. Inga underarter finns listade i Catalogue of Life.